# David Herrliberger

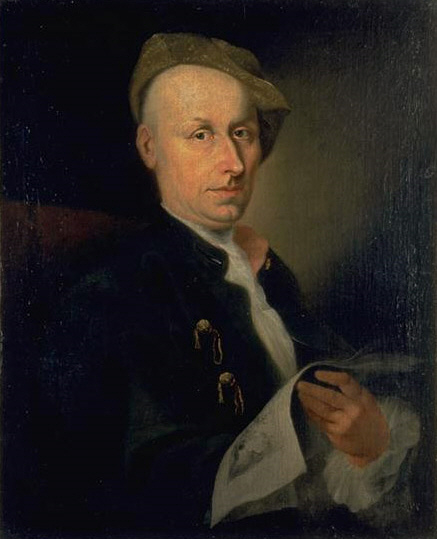
Porträt von David Herrliberger, vermutlich von Johann Caspar Füssli d. Ä. (1706–1782), 1753, Kunstsammlung Stadt Zürich

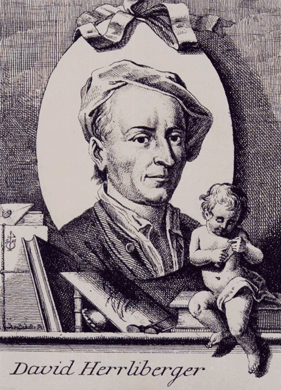
Porträt von David Herrliberger von 1753, vermutlich vom befreundeten Johann Caspar Füssli d. Ä. (1706–1782)

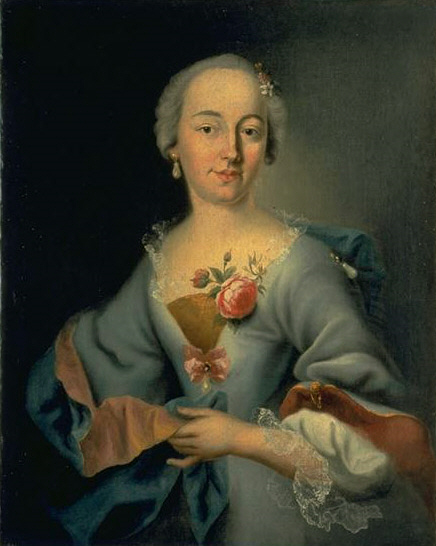
Porträt von Maria Magdalena Herrliberger, vermutlich von Johann Caspar Füssli d. Ä. (1706–1782), 1753, Kunstsammlung Stadt Zürich

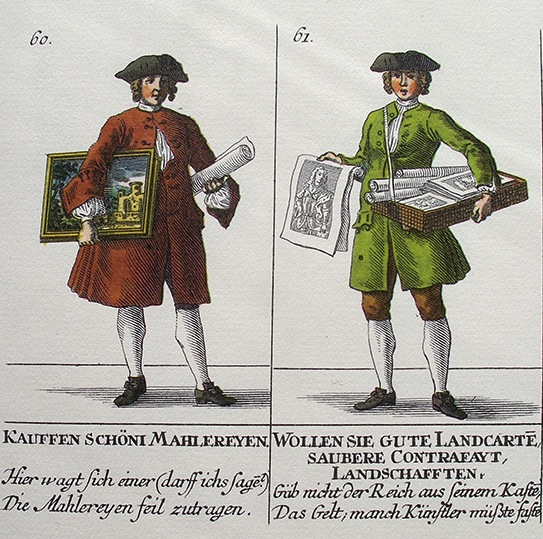
«Ausruff-Bilder»

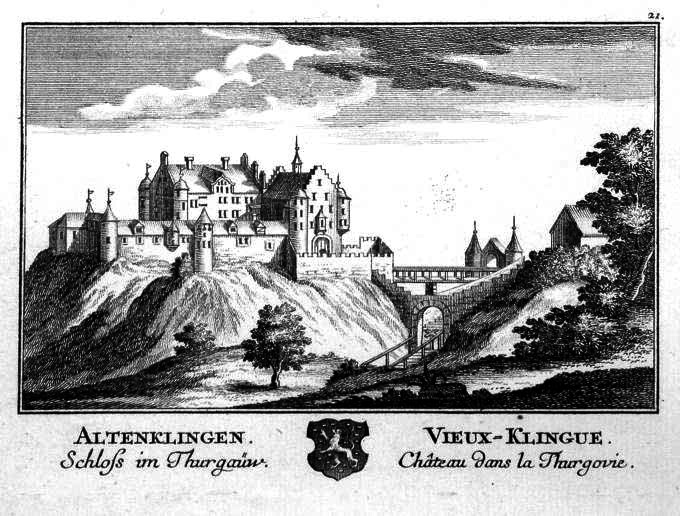
Schloss Altenklingen, Stich von David Herrliberger

David Herrliberger (* 1697 in Zürich; † 25. Mai 1777 in Zürich) war ein Schweizer Kupferstecher und Verleger.

## Biographie

### Jugendjahre
David Herrliberger wurde 1697 in Zürich geboren und am 31. Januar 1697 im Fraumünster getauft. Er war das drittjüngste Kind des Kunstdrechslers Johannes Herrliberger (1659–1714) und der Catharina Meyer (1653–1723). Die Herrliberger waren ein altes Burgergeschlecht der Stadt Zürich, 1375 eingebürgert mit Heinrich von Herdiberg (heute Herrliberg). Das Geschlecht der Herrliberger erlosch in der männlichen Linie erst 1857.
Beim Zürcher Maler und Radierer Johann Melchior Füssli (1677–1736) wurde Herrliberger zum Kupferstecher ausgebildet und von seinem Taufpaten gefördert, dem Zürcher Bürgermeister Hans Jakob Escher (1656–1734). 1719 fuhr der Achtzehnjährige für zehn Jahre ins Ausland. Beim Kupferstecher und Verleger Johann Daniel Herz in Augsburg und als Geselle des Kupferstechers und Buchillustrators Bernard Picart in Amsterdam bildete er sich weiter. Anschliessend reiste er nach London und Paris.

### Ehe mit Cleophea Stumpf
1729 kehrte Herrliberger nach Zürich zurück und heiratete Cleophea Stumpf (1703–1735), Tochter des Obervogts in Hegi und Nachfahrin des Chronisten Johannes Stumpf (1500–1577/1578). Er trat in die Zunft zur Zimmerleuten ein. Kurz darauf zog er nach Hegi und führte die Amtsgeschäfte und die Landwirtschaft des erkrankten Schwiegervaters. Zwischen 1730 und 1736 starben vier neugeborene Kinder und die Ehefrau Cleophea. Einziges überlebendes Kind war Maria Magdalena (1733–1816).

### Verleger und Ehe mit Dorothea Ulrich
1736 zog Herrliberger nach Zürich an den Bleicherweg; später wohnte er an der Bärengasse im Haus Zur vorderen Weltkugel (heute Museum Bärengasse). 1737 heiratete er Dorothea Ulrich (1704–1760). 1738 starb ihr einziges Kind.
Mit knapp 40 Jahren nahm David Herrliberger seinen erlernten Beruf wieder auf und begann seine ausgedehnte Verlagstätigkeit. Anfänglich war David Herrliberger Zeichner, Stecher und Verleger in einer Person. Später liess er bei Zeichnern und Malern die Entwürfe für die Stiche anfertigen und arbeitete mit verschiedenen Kupferstechern und Druckereien zusammen. Die Bilder wurden in der eigenen Kunsthandlung verkauft. In der übrigen Schweiz und im Ausland wickelte er den Verkauf seiner Werke über Agenten ab, was eine ausgedehnte Korrespondenz mit Regierungs-, Amts- und Privatpersonen nach sich zog. Es entstanden Werke, die für die Zürcher und schweizerische Buchillustration des 18. Jahrhunderts von grösster Bedeutung wurden. Herrliberger war auch für andere Verleger tätig und bot Druckerzeugnisse in- und ausländischer Verlage an. Von 1744 bis 1746 verkaufte er Lotterielose aus Holland.
Ab 1740 wandte sich David Herrliberger vermehrt Werken mit zürcherischen Motiven zu. Es erschienen 1740–1743 in drei Folgen Darstellungen von achtzehn Land- und Obervogteischlössern, sieben Amtshäusern sowie 16 Gerichtsherren- und Landsitzen nach Vorlagen von Johann Caspar Ulinger (1704–1768) und Hans Conrad Nözli (1709–1751).
Mit diesen Verlagswerken hatte Herrliberger erstmals grossen Erfolg. Fand sich 1742 erstmals die Bezeichnung «Herrlibergerischer Verlag in Zürich», nannte er 1748 sein Unternehmen «Herrlibergerischer Kunstverlag» und bewirtschaftete einen Bestand von mehr 1100 Kupferplatten. Der Verlag ging auch auf aktuelle Geschehnisse und Zeitströmungen ein, wie zum Beispiel auf den Brand von Bischofszell im Jahr 1743 oder das Erdbeben von Lissabon von 1755. Auch die Herausgabe von Gedenkblättern, Porträts und Biographien berühmter Schweizer wie Johann Caspar Escher (1678–1762) waren Bestandteil seiner Verlagstätigkeit.
Die Jahre zwischen 1738 und 1758 stellten den Höhepunkt des Schaffens von David Herrliberger dar. In dieser Zeit erschienen seine wichtigsten Verlagswerke, unter anderem: «Ceremonien-Werk» (kirchliche Bräuche), «Baron von Eisenbergs Reitschul» (Pferdedressur-Darstellungen), «Landvogteischlösser», «Amtshäuser», «Adelige Schlösser», «Ehrentempel» (berühmte Schweizer), zürcherische und baslerische «Ausruff-Bilder», «Zürcherische Kleider-Trachten» und Beginn der «Topographie der Eydgnoschaft» (Eidgenossenschaft).

### Die Ausruff-Bilder
Am 18. Juli 1748 kündigte David Herrliberger in den «Donnstags-Nachrichten», einem wöchentlich erscheinenden Nachrichtenblatt, eine Neuerscheinung an: In dem Herrlibergerischen Kunst-Verlag ist ein kurzweiliges Wercklein unter folgendem Titul zuhaben: Zürcherische Ausruff-Bilder, vorstellende Diejenige Personen, welche in Zürich allerhand so wol verkäuffliche, als andere Sachen, mit der gewohnlichen Land- und Mund-Art ausruffen, in 52 sauber in Kupfer gestochenen Figuren, mit hochdeutschen Versen von verschiedenen Einfällen, nach der uralten Reimkunst begleitet.
Die Zürcher Ausruf-Bilder wurden ein grosser Erfolg. Die erste Auflage war nach drei Wochen vergriffen und wurde kurz darauf neu aufgelegt, diesmal auch mit französischen Reimen. 1749 und 1751 folgen nochmals je 52 Zürcher Ausrufer, 1749 auch 52 entsprechende baslerische Ausruff-Bilder.
Die Ausruf-Bilder waren Herrlibergers bekanntestes und einziges heiteres Werk. Sie waren auch der einzige schweizerische Beitrag zu dieser Grafikgattung.
Herrliberger stand mit der Darstellung von Strassenhändlern in einer europäischen Tradition: Seit dem 16. Jahrhundert – vor allem aber im 18. Jahrhundert – entstanden in jeder grösseren Stadt solche Druckgraphiken, so etwa die Ancient Cries of London und Les Cris de Paris. Motive der Ausrufer mit ihren Rufen finden sich auch in literarischen und musikalischen Werken, etwa bei William Shakespeare, François Rabelais und Marcel Proust sowie bei Alessandro Scarlatti, Jacques Offenbach und Marc-Antoine Charpentier.
Zusammen mit den 52 Figuren der zürcherischen Kleider-Trachten, welche 1749 erschienen, hinterliess Herrliberger 208 Abbildungen von Frauen und Männern aus dem Zürcher Alltag des 18. Jahrhunderts, die Aufschluss geben über die Lebensgewohnheiten der damaligen Bevölkerung. So dokumentieren die Figuren etwa den zürcherischen Speisezettel der Zeit – es werden zum Beispiel Orangen und Zitronen angepriesen. Auch zeigen sie die städtische Mode der verschiedenen Stände.
Herrliberger berichtet auch von pflanzlichen Heilmitteln wie der Universalarznei Holdermues oder Schkorpion-Öl, welches unter anderem zur Heilung von Wunden dient. Gebrauchsgegenstände wie Kazenschwanzribel (Scheuerbürsten aus Schachtelhalm zum Reinigen von Zinngeschirr), Schrybsand zum Trocknen der Tinte, Fürstei und Zundel zum Feueranfachen oder Räckholder-Studä (Wacholderstauden, u. a. als desinfizierendes Räuchermittel in Sterbezimmern) geben direkten Einblick in den damaligen Alltag.
Die Ausruf-Bilder und die Kleider-Trachten waren die beiden einzigen Werke Herrlibergers, die koloriert vorliegen, wobei die Ausruf-Bilder nicht nur für die Volkskunde, sondern auch für die Mundartforschung – vor allem im Bereich des Wortschatzes – eine frühe und ergiebige Quelle darstellen.

### Gerichtsherr von Maur
1749 kaufte David Herrliberger die Gerichtsherrschaft Maur am Greifensee. Die Burg Maur, die er 1750 um einen Anbau erweiterte, wurde zu seinem Wohnsitz und Verlagsort, was sein Ansehen zwar erhöhte, gleichzeitig aber seine Verlagstätigkeit aufgrund der geographischen Lage erschwerte. 1754 begann er einen Briefwechsel mit dem Berner Universalgelehrten Albrecht von Haller. Er litt zunehmend an Altersbeschwerden wie Sehschwäche und Gicht.
Seine Kompetenzen als Gerichtsherr waren gering. Die selbstherrliche Amtsführung führte zu Spannungen mit der Dorfbevölkerung und dem übergeordneten Landvogt von Greifensee. Der Kleine Rat von Zürich forderte deshalb von Herrliberger, auf eigene Kosten in Maur einen Stellvertreter einzusetzen, der die Autorität der Obrigkeit wiederherstellen sollte. Herrliberger verkaufte deshalb 1775 die Gerichtsbarkeit und die Burg Maur für 8000 Gulden an den Landwirt Hans-Jakob Zollinger aus Uessikon. Die Gerichtsrechte übernahm die Stadt Zürich. Damit war David Herrliberger der letzte Gerichtsherr von Maur.
1776 nahm er wieder Wohnsitz in Zürich, diesmal am unteren Hirschengraben. Anfangs 1777 erschien der letzte Teil der Topographie. Wenig später starb David Herrliberger im Alter von 80 Jahren.

## Werke (Auswahl)

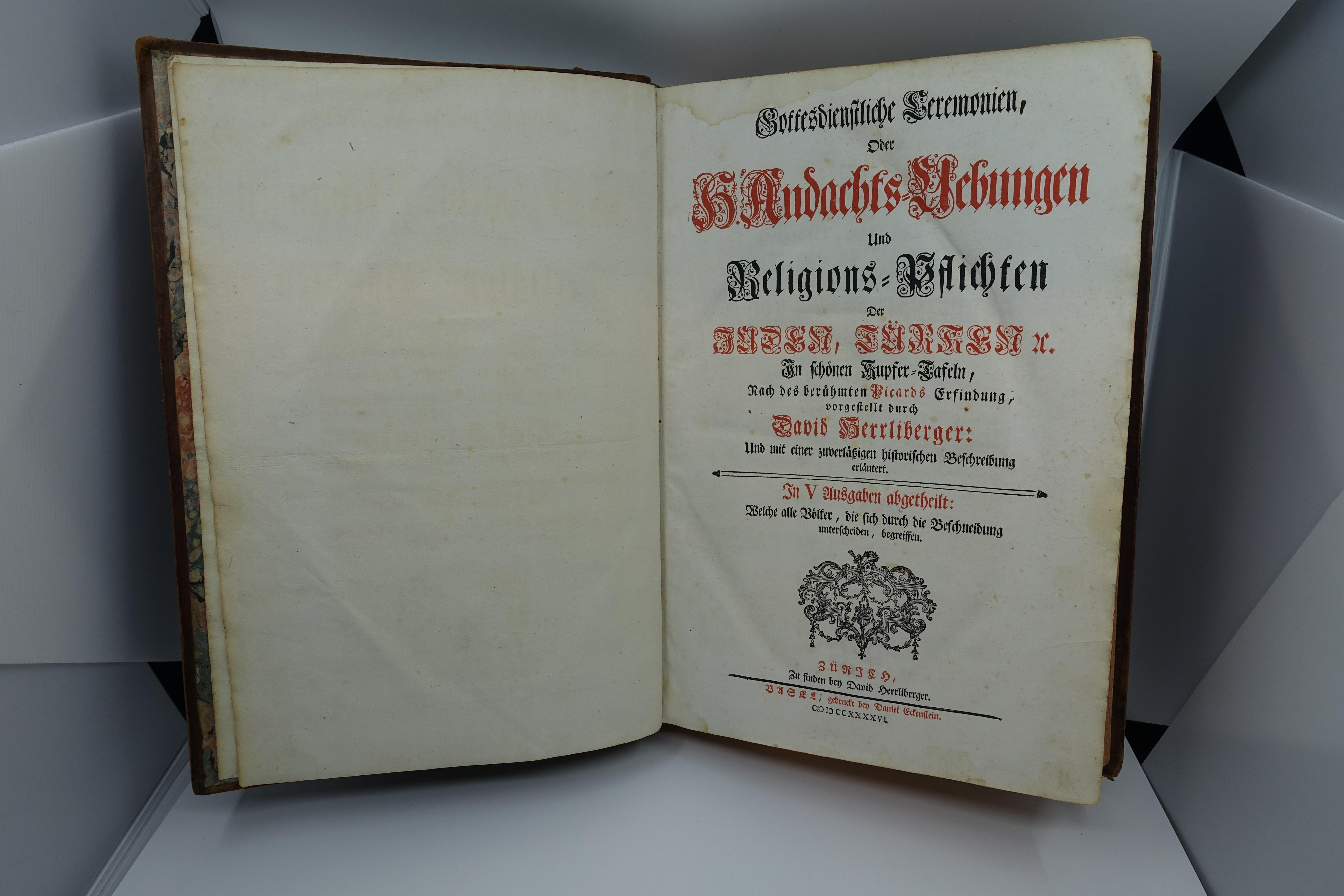
1746 Ausgabe von Gottesdienstliche Ceremonien, in der Sammlung des Jüdischen Museums der Schweiz.

- Represéntation des châteaux et baillages du louable canton de Zuric, dessinés d'aprés nature et gravés par David Herrliberger (Vorstellung loblichen Standts Zürich Schlösser, oder so genannte ausere Vogteyen, nach der natur gezeichnet, in Kupfer gebracht und verlegt durch David Herrliberger). Zürich 1740. (Faksimile 1977.)
- Eigentlich Vorstellung der adelichen Schlösser im Zürichgebiet. Zürich 1741.
- Vorstellung loblichen Standts Zürich sogenannte äussere Amthäuser. Zürich 1741.
- Vorstellung und Explication der sämtlichen Bern.
- Unterschiedenliche eigene Erfindungen der grössesten Mahler und Kupferstecher samt einer Abhandlung von denen herrschenden falschen Begriffen die Kupferstecher-Kunst betreffend, nach verschiedener Meister Art gestochen und verlegt von David Herrliberger. Zürich 1744.
- David Herrliberger, Gottesdienstliche Ceremonien oder H. Kirchen-Gebräuche und Religions-Pflichten, Zweiter Band.  Gedruckt bei Daniel Eckenstein.
- Heilige Ceremonien, Oder Religions-Uebungen der Abgöttischen Völker der Welt. In schönen Kupfertafeln, Nach des berühmten (Bernard) Picards Erfindung, vorgestellt durch David Herrliberger: Und mit einer zuverlässigen historischen Beschreibung erläutert. Zürich 1748.
- Schweitzerischer Ehrentempel, In welchem Die wahren Bildnisse teils verstorbener, teils annoch lebender Beruehmter Maenner geistlich- und weltlichen Standes, sowol aus den XIII. als zugewandten Orten, Welche sich durch Die Statsklugheit, durch Gesandtschaften, tapfere Thaten, gelehrte Schriften, nuetzliche Kuenste…merkwuerdig gemachet haben, In Netten…Kupferstichen, Samt kurzen…Lebensbeschreibungen vorgestellet werden. Basel 1748.
- Zürcherische Ausruff-Bilder vorstellende Diejenige Personen, welche in Zürich allerhand so wol verkäuffliche, als andere Sachen, mit der gewohnlichen Land- und Mund-Art ausruffen, in 52 sauber in Kupfer gestochenen Figuren. Zürich 1748–1751. (Faksimile 1968.)
- Zürcherische Kleidertrachten. Zürich 1749.
- Basslerische Ausruff-Bilder, vorstellende Diejenige Personen, welche in Basel allerhand so wol verkäuffliche, als andere Sachen, mit der gewohnlichen Land- und Mund-Art ausruffen. Zürich 1749.
- Neue und vollständige Topographie der Eydgenossschaft, in welcher die in den Dreyzehen und zugewandten auch verbündeten Orten und Landen dermal befindliche Städte, Bischtümer, Stifte, Klöster, Schlösser, Amts-Häuser, Edelsitze, und Burgställe: Dessgleichen die zerstörte Schlösser, seltsame Natur-Prospecte, Gebirge, Bäder, Bruggen, Wasser-Fälle beschrieben, und nach der Natur oder bewährten Originalien perspectivisch und kunstmässig in Kupfer gestochen. Zürich 1754–1773. (Diverse Faksimile: 1928 mit Register; 1977.)
- Genaue nach der Natur entworfene Abbildung, auch kurze Beschreibung der Stadt St.Gallen und Dero zugehörigen Schloss und Herrschaft Bürglen Zürich 1761. (Faksimile 1976.)
- Fortsetzung des schweitzerischen Ehrentempels. Zürich 1774.
- Neue Topographie Helvetischer Gebirge. Zürich 1774.

### Ausstellung
In der Burg Maur, in der David Herrliberger von 1749 bis 1776 residierte, ist eine umfangreiche Sammlung seines Werkes ausgestellt. 1972 erwarb die Gemeinde Maur von Werner Suter einen Grundbestand, der in der Folge laufend erweitert wurde und seit 1976 öffentlich zugänglich ist.